# Elección de Director Supremo de Chile de 1823
La elección de Director Supremo de Chile de 1823 fue la segunda designación de autoridad en el Chile independiente, realizada el 31 de marzo de 1823. Mediante este proceso se eligió como director supremo del país a Ramón Freire.

## Antecedentes
Tras la abdicación de Bernardo O'Higgins, el 23 de enero de 1823, se formó una Junta de Gobierno provisional, compuesta por Agustín de Eyzaguirre Arechavala, José Miguel Infante y Fernando Errázuriz Aldunate. Mariano Egaña y Agustín Vial Santelices se unieron a la junta con posterioridad.
Esta junta de gobierno debía decidir el mecanismo de sucesión del mandatario, y procedió a proclamar al militar Ramón Freire Serrano como director supremo provisorio mientras se empezaba a replantear el régimen propuesto por O'Higgins. Sin embargo, la junta se autodisolvió el 29 de marzo de 1823.

## Elección
Se llamó entonces a un Congreso de Plenipotenciarios, que se compuso por Juan Egaña, Manuel Vásquez de Novoa y Manuel Antonio González, un representante de cada provincia (Santiago, Concepción y Coquimbo, respectivamente). Los tres plenipotenciarios acordaron el 31 de marzo por unanimidad de votos conceder el mando de la nación a Ramón Freire.

## Resultados
| Candidato                  | Candidato                  | Candidato                  | Agrupación política        | Votos |
| -------------------------- | -------------------------- | -------------------------- | -------------------------- | ----- |
|                            |                            | Ramón Freire Serrano       | Pipiolo                    | 3     |
| Total de votos             | Total de votos             | Total de votos             | Total de votos             | 3     |
| Total de plenipotenciarios | Total de plenipotenciarios | Total de plenipotenciarios | Total de plenipotenciarios | 3     |